# 14-й окремий стрілецький батальйон (Україна)
14-й окремий стрілецький батальйон (14 ОСБ) — військове формування військ територіальної оборони у складі оперативного командування «Захід».

## Історія
У 2015 році у Рівненській області був створений 14-й стрілецький батальйон.
Батальйон був відмобілізований у березні 2022 року, а в січні 2023 року брав участь у боях на Бахмутському напрямку.

## Структура
- управління (штаб) батальйону
- 3 стрілецькі роти
- рота вогневої підтримки
- розвідувальний взвод
- польовий вузол зв'язку
- інженерно-саперний взвод
- взвод матеріального забезпечення
- контрольно-технічний пункт
- медичний пункт
- клуб

- чисельність батальйону 492 особи

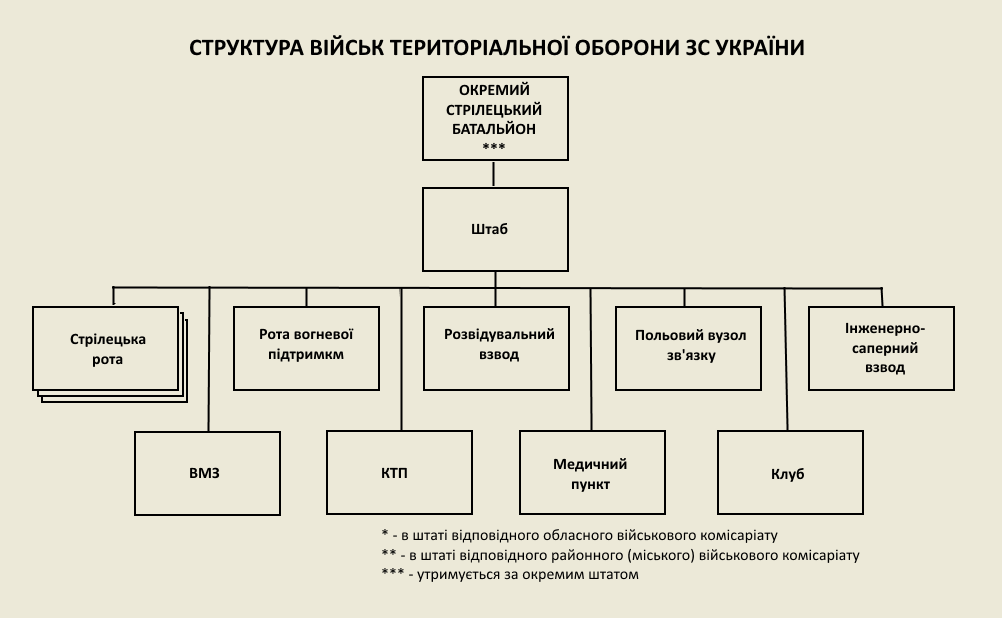
Структура стрілецького батальйону

- озброєння: ЗУ-23-2, 82-мм міномет 2Б9 «Волошка», РПГ-7, АК, ПМ
- техніка: автомобільна

## Командування
- підполковник Валерій Бєліцький «Бегемот»[4][5]

## Втрати

### 2023
- 06.02.2023 — Олішевко Анатолій Володимирович, сержант, радіотелефоніст. Загинув під час виконання бойового завдання у м. Бахмут, Донецької області.[6]
- 11.02.2023 — Прокопович Олександр Миколайович «М'ясник» (14 червня 1973 р.). Загинув під час мінометного обстрілу біля н.п. Бахмут, Донецької області.[7]
- 15.02.2023 — Юрдига Олександр. Загинув поблизу села Іванівське під Бахмутом на Донеччині. Під час виконання бойового завдання боєць отримав поранення внаслідок ворожого мінометного обстрілу.[8]
- 14.04.2023 — Лашта Віктор Євгенович, відділення технічного обслуговування автомобільної техніки. Загинув під час ракетного обстрілу в районі селища Мирне Донецької області.[9]
- 14.04.2023 — Максименко Олександр. Загинув під час ракетного обстрілу в районі селища Мирне Донецької області[10]
- 14.04.2023 — Майстренко Юрій Миколайович, підполковник, заступник командира частини. Загинув під час ракетного обстрілу в районі селища Мирне Донецької області.[11]
- 17.04.2023 - Гузоватий Геннадій Володимирович, стрілець. Загинув біля Григорівки на Донеччині [12]